# 나가야마 에이타
나가야마 에이타(永山 瑛太, 1982년 12월 13일 ~ )는 일본의 배우이다. 옛 활동명은 EITA(일본어: 瑛太). 니가타현 출생으로, 도쿄도 이타바시구에서 성장했다. 호젠 고등학교 졸업. 신장은 179cm, 혈액형은 B형이다.
배우자는 가수 기무라 카에라. 형제로는 배우의 형 나가야마 타츠야, 동생 나가야마 켄토이다.

## 약력
1999년 7월에 잡지 〈핫도그 프레스(HotDog PRESS)〉에서 모델 데뷔. bNm 소속으로 EITA라는 예명으로 모델 활동을 한 후 2001년에 후지 TV 계열 드라마 《안녕, 오즈 선생님》으로 배우 데뷔.
2002년부터 2003년 초에 예명을 에이타(일본어: 瑛太로 개명. 개명 전후에는 본명의 나가야마 에이타(永山瑛太)로 활동하던 시기이기도 하다. 개명의 이유는 성명 판단과 후지 TV 제너럴 프로듀서 나가야마 코우죠와 족벌 관계로 사추되는 것을 귀찮게 생각했기 때문이라고 한다.
2003년 후지 TV 계열 드라마 《워터보이즈 2》로 주목을 받아, 후지 TV 심야 드라마 《남탕》에서 첫 주연. 2005년 9월 3일에 공개된 《썸머 타임 머신 블루스》로 영화 첫 주연을 완수했다. 
레이와 시대에 개원의 고비를 계기로 2020년부터 예명을 본명의 나가야마 에이타로 개명했다. 2019년 12월 25일 자신의 공식 사이트를 통해 개명을 발표, 2020년 첫 출연 드라마인 1월 5일 방송 된 《내일의 가족》(TBS)이 첫 출연 작품이 되었다.
2021년 3월 25일에는 20년여간 소속해 온 소속사 파파두를 퇴사하는 것이라고 발표했다.

### 개인사
2010년 6월 1일, 가수 기무라 카에라와 결혼하는 것을 각각의 공식 사이트에서 보고했다. 당시 카에라는 임신 5개월로, 그 해 여름 「길일」에 혼인 신고를 하였다. 9월 1일에는 정식으로 결혼식을 올린 것을 보고하였으며, 10월 28일 장남의 탄생도 발표했다. 두 사람은 2006년 영화 《혐오스런 마츠코의 일생》에서 공연하고 있지만, 카에라는 극 중 인기 가수로서 출연하고 있었기에, 에이타가 연기하는 청년이 스크린에서 바라 보고 있었기 때문에 직접적으로 만나는 장면은 없었다. 첫 만남은 2009년 연말로 그 때에결혼을 결심했다고 한다. 2013년 5월 15일에는 둘째 자녀인 여자아이가 탄생한 것을 블로그에서 보고했다.

## 인물
- 좋아하는 코미디언으로는 비토 타케시, 쇼후쿠테이 츠루베, 폭소 문제 등. 특히 폭소 문제는 매니아라고 공언 할 정도로 대팬이며, 오오타 히카루의 〈트릭스터에서 하늘로〉를 추천 도서로 소개한 적이 있다.

- 동생 나가야마 켄토가 다나카 유지와 드라마 《연애니트 ~잊어버리고 있었던 사랑을 시작하는 방법》에 출연했을 때 DVD를 선물받았을 때도 「형이 특시 기뻐」라고 반가워해 준 사실을 다나카가 말했다.

- 아버지가 가고시마현 출신으로, NHK 대하드라마 《아츠히메》(2008년·코마츠 타테와키 역)과 《세고돈》(2018년·오쿠보 토시미치 역)의 막말 사쓰마의 두 작품에서 부주연 격으로 출연하였다. 「세고돈」의 출연자 발표 회견에서 사이고 다카모리와 혈연 관계가 있다고 발언했다가[7] 2018년 1월 5일에 출연한 후지 TV 아침 방송 《아사이치》에서 잘못이었다고 정정했다. 이와 관련해, 《패밀리 히스토리》에서 출연 제의가 있었지만, 조부에게 거절당한 것도 밝혔다.

- 오델로를 좋아하는 것으로 알려져 있으며, TV 프로그램에서도 종종 솜씨를 선보이고 있다.[8]

- 도호 괴수의 대표적인 고지라의 대팬임을 공언하고 있다.

## 출연 작품
역할의 굵은 표시는 주연 작품

### 텔레비전 드라마
| 방송일자                     | 제목                                                     | 역할                                      | 방송사               | 비고     |
| ---------------------------- | -------------------------------------------------------- | ----------------------------------------- | -------------------- | -------- |
| 2001년 10월 9일 ~ 12월 18일  | 안녕, 오즈 선생님                                        | 미카미 츠요시                             | 후지 TV              | 데뷔작   |
| 2002년 7월 1일 ~ 9월 16일    | 런치의 여왕                                              | 사카이 스바루                             | 후지 TV              |          |
| 2002년 8월 19일              | 사립 탐정 하마 마이크 제8화                              | 쿠루스 치히로                             | 요미우리 TV 방송·NTV |          |
| 2002년 10월 26일 ~ 11월 2일  | 리모트 - 제3화·제4화                                     | 사와무라 케이스케                         | NTV                  |          |
| 2003년 1월 6일 ~ 3월 17일    | 언제나 둘이서                                            | 모리나가 코헤이                           | 후지 TV              |          |
| 2003년 4월 16일 ~ 6월 18일   | 너는 펫                                                  | 호리베 준페이                             | TBS                  |          |
| 2003년 5월 3일               | 남탕                                                     | 코이케 에이이치                           | 후지 TV              |          |
| 2003년 7월 1일 ~ 9월 9일     | 워터보이즈                                               | 다나카 마사토시                           | 후지 TV              |          |
| 2003년 11월 8일              | 남탕 2                                                   | 코이케 에이이치                           | 후지 TV              |          |
| 2003년 12월 22일·25일        | 첫사랑 닷컴 제1화·제4화                                  | 미즈시마 코헤이                           | NTV                  |          |
| 2004년 1월 10일              | 성년의 날 드라마 스페셜 〈스무살~1983년에 태어나서〉     | 나카지마 다이스케                         | 후지 TV              |          |
| 2004년 4월 11일 ~ 6월 20일   | 오렌지 데이즈                                            | 야지마 케이타                             | TBS                  |          |
| 2004년 10월 5일 ~ 12월 14일, | 메다카                                                   | 사쿠라기 히로시                           | 후지 TV              |          |
| 2005년 1월 11일 ~ 3월 22일   | 모두 옛날에는 아이였다                                   | 사가미 마사                               | 간사이 TV·후지 TV    |          |
| 2005년 8월 19일 ~ 20일       | 워터 보이즈 2005 여름                                    | 다나카 마사토시                           | 후지 TV              |          |
| 2006년 1월 10일 ~ 3월 21일   | 언페어                                                   | 안도 가즈유키                             | 간사이 TV·후지 TV    |          |
| 2006년 10월 3일              | 언페어 the special 코드 브레이킹~ 암호 해독              | 안도 가즈유키                             | 간사이 TV·후지 TV    |          |
| 2006년 7월 10일 ~ 9월 18일   | 사프리                                                   | 오기와라 사토시                           | 후지 TV              |          |
| 2006년 10월 16일 ~ 12월 25일 | 노다메 칸타빌레                                          | 미네 류타로                               | 후지 TV              |          |
| 2008년 1월 4일 ~ 5일         | 노다메 칸타빌레 in 유럽 Special Lesson 1 - 2             | 미네 류타로                               | 후지 TV              |          |
| 2008년 1월 6일 ~ 12월 14일   | 대하드라마 〈아츠히메〉                                  | 코마츠 타테와키                           | NHK                  |          |
| 2008년 2월 2일               | 로스:타임:라이프 제1화 〈사진사〉 편                     | 나카야마 하루히코                         | 후지 TV              |          |
| 2008년 3월 17일 ~ 18일       | NTV 개국 55주년 기념 드라마 〈도쿄 대공습〉              | 박순인(재일 한국인)                       | NTV                  |          |
| 2008년 4월 10일 ~ 6월 19일   | 라스트 프렌즈                                            | 미즈시마 타케루                           | 후지 TV              |          |
| 2009년 1월 12일 ~ 3월 23일   | 보이스~ 생명 없는 자의 목소리                            | 카지 다이키                               | 후지 TV              |          |
| 2010년 4월 15일 ~ 6월 24일   | 솔직하지 못해서                                          | 나카지마 케이스케 (나카)                  | 후지 TV              |          |
| 2011년 7월 7일 ~ 9월 15일    | 그래도, 살아간다                                         | 후카미 히로키                             | 후지 TV              |          |
| 2012년 1월 16일 ~ 3월 19일   | 럭키 세븐                                                | 닛타 테루                                 | 후지 TV              |          |
| 2013년 1월 3일               | 럭키 세븐 스페셜                                         | 닛타 테루                                 | 후지 TV              |          |
| 2013년 1월 10일 ~ 3월 21일   | 최고의 이혼                                              | 하마사키 미츠오                           | 후지 TV              |          |
| 2013년 1월 11일 ~ 3월 29일   | 마호로역전 번외지                                        | 타다 케이스케                             | TV 도쿄              |          |
| 2013년 3월 19일 ~ 20일       | 극북 랩소디                                              | 이마나카 요시오                           | NHK                  |          |
| 2014년 1월 19일              | 마츠모토 세이쵸 〈검은 복음~국제선 스튜어디스 살인사건〉 | 이치무라 요시타카                         | TV 아사히            |          |
| 2014년 2월 8일               | 최고의 이혼 Special2014                                  | 하마사키 미츠오                           | 후지 TV              |          |
| 2014년 7월 9일 ~ 9월 24일    | 젊은이들 2014                                            | 사토 사토루                               | 후지 TV              |          |
| 2015년 3월 29일              | 프리미엄 드라마 〈나는 아버지가 싫습니다〉               | 요시다 슈이치/슈이치의 아버지·요시다 칸지 | NHK BS 프리미엄      |          |
| 2015년 9월 26일              | 2030 저 편의 가족                                        | 이타쿠라 카케                             | NHK                  |          |
| 2017년 7월 14일 ~ 9월 15일   | 헬로 네즈미                                              | 나나세 고로                               | TBS                  |          |
| 2018년 1월 7일 ~ 12월 16일   | 대하드라마 〈세고돈〉                                    | 오쿠보 토시미치                           | NHK                  |          |
| 2018년 1월 10일 ~ 3월 21일   | anone                                                    | 나카세코 리이이치                         | NTV                  |          |
| 2020년 1월 5일               | 내일의 가족                                              | 효도 코타로                               | TBS                  |          |
| 2020년 5월 30일              | Living 제2화                                             | 하쿠                                      | NHK 종합             |          |
| 2021년 1월 2일               | 정월 시대극 라이징 자쿠추 〈천재 그림을 깨우치다〉       | 다이텐 켄죠                               | NHK 종합·NHK BS4K    |          |
| 2021년 4월 16일 ~ 6월 18일   | 리코카츠 ~전원 이혼 가족~                                | 오바라 케이치                             | TBS                  |          |
| 2021년 9월 17일              | 올리예는 개 (Gosh!) 이 녀석                              | 소테                                      | NHK 종합             |          |
| 2022년 1월 17일              | 미스터리라 하지 말지어다 제2화                           | 쿠마타 쇼                                 | 후지 TV              | 특별출연 |

### 영화
| 개봉일자                         | 제목                               | 역할                                | 배급사                         | 비고                                 |
| -------------------------------- | ---------------------------------- | ----------------------------------- | ------------------------------ | ------------------------------------ |
| 2002년 6월 29일                  | 푸른 봄                            | 요괴                                | 제아리즈 엔터프라이즈          |                                      |
| 2003년 5월 10일                  | 소녀검객 아즈미 대혈전             | 히에이                              | 도호                           |                                      |
| 2003년 7월 19일                  | 나인 소울즈                        | 카네코 노부루                       | 토호쿠 신샤 / 리틀 모어        |                                      |
| 2004년 5월 8일                   | 오모히노타마 염주 〈나야 나〉      | 카야마 유키                         | 위성 극장                      | 일상 공포 극장 / 단편 옴니버스 영화. |
| 2005년 6월 4일                   | 전차남                             | 히로시                              | 도호                           |                                      |
| 2005년 6월 12일                  | Believer 빌리버                    | 텔                                  | SUPLEX                         |                                      |
| 2005년 9월 3일                   | 썸머 타임 머신 블루스              | 코모토 타쿠마                       | 쇼게이트                       |                                      |
| 2005년 10월 8일                  | 공중정원                           | 테츠카                              | 아스믹 에이스 / 리틀 모어      |                                      |
| 2006년 2월 25일                  | 좋.아.해.                          | 요스케                              | 비타즈 엔드                    |                                      |
| 2006년 5월 27일                  | 혐오스런 마츠코의 일생             | 카와지리 쇼                         | 도호                           |                                      |
| 2006년 8월 12일                  | 도쿄 프렌즈 The Movie              | 아라타니 타카시                     | 쇼치쿠                         |                                      |
| 2007년 1월 27일                  | 도로로                             | 타호마루                            | 도호                           |                                      |
| 2007년 2월 10일                  | 이웃 마을 전쟁                     | 코자이 토모키                       | 카도카와 영화                  |                                      |
| 2007년 6월 23일                  | 집오리와 들오리의 코인로커         | 카와사키                            | 재너두                         |                                      |
| 2008년 1월 12일                  | 은빛 시즌                          | 시로야마 긴                         | 도호                           |                                      |
| 2009년 5월 29일                  | 여명 1개월의 신부                  | 아카스 타로                         | 도호                           |                                      |
| 2009년 6월 6일                   | 두꺼비 기름                        | 야자와 타쿠야                       | 팬텀 필름                      |                                      |
| 2009년 6월 27일                  | 디어 닥터                          | 소마 케이스케                       | 엔진 필름 / 아스믹 에이스      |                                      |
| 2009년 11월 14일                 | 울지 않아!                         | 시모이구사 유스케                   | 도호                           |                                      |
| 2009년 12월 19일·2010년 4월 17일 | 노다메 칸타빌레 최종악장 전편·후편 | 미네 류타로                         | 도호                           |                                      |
| 2011년 4월 23일                  | 마호로 역 다다 심부름집            | 타다 케이스케                       | 아스믹 에이스                  |                                      |
| 2011년 7월 16일                  | 오시카 마을 소동기                 | 시바야마 칸지 (우체국 직원: 코쿠이) | 도에이                         |                                      |
| 2011년 10월 15일                 | 할복: 사무라이의 죽음              | 치지이와 모토메                     | 쇼치쿠                         |                                      |
| 2011년 12월 21일                 | 와일드 7                           | 히바 다이로쿠                       | 워너 브라더스 영화             |                                      |
| 2012년 3월 24일                  | 우린 급행 A 열차로 가자            | 코다마 켄타                         | 도에이                         |                                      |
| 2012년 4월 21일                  | 몬스터 클럽                        | 카키우치 료이치                     | 팬텀 필름                      |                                      |
| 2014년 10월 18일                 | 마호로역 전광소곡                  | 타다 케이스케                       | 도쿄 테아토르 / 리틀 모어      |                                      |
| 2016년 5월 7일·6월 11일          | 64 파트 1·파트 2                   | 아키가와                            | 도호                           | [ 9 ]                                |
| 2016년 5월 14일                  | 나리, 이자이옵니다!                | 스가와라야 아츠시헤이지             | 쇼치쿠                         |                                      |
| 2016년 12월 23일                 | 두더지의 노래: 홍콩 광소곡         | 카부토 마야                         | 도호                           |                                      |
| 2017년 10월 14일                 | 링사이드 스토리                    | 무라카미 히데오                     | 맨시즈 엔터테인먼트 × 아야프로 |                                      |
| 2017년 10월 21일                 | 믹스.                              | 하기와라 히사                       | 도호                           |                                      |
| 2017년 11월 25일                 | 히카리                             | 스케                                | 팬텀 필름                      |                                      |
| 2018년 5월 25일                  | 우죄                               | 스즈키 히데토                       | 가가                           |                                      |
| 2020년 1월 17일                  | 태양의 집                          | 카와이 타카시                       | 라쿠 필름                      |                                      |
| 2021년 5월 28일                  | HOKUSAI                            | 류테이 타네히코                     | S·D·P                          |                                      |
| 2021년 10월 1일                  | 지켜지지 않은 자들에게             |                                     | 쇼치쿠                         |                                      |
| 2023년 5월 17일                  | 괴물                               | 호리 미치토시                       | 도호                           |                                      |
| 2023년 9월 15일                  | 미스터리라 하지 말지어다           | 이누도 가로                         | 도호                           |                                      |
|                                  |                                    |                                     |                                |                                      |

### 무대
| 공연일자                           | 제목                                         | 역할                | 장소                                         |
| ---------------------------------- | -------------------------------------------- | ------------------- | -------------------------------------------- |
| 2009년 8월 6일 ~ 8월 31일          | 시스 컴퍼니 공연 〈괴담 모란등총〉           | 오기와라 신자부로   | 도쿄 시어터 코쿤                             |
| 2009년 12월 15일 ~ 2010년 1월 10일 | 분카무라 20주년 기념 기획 〈도쿄월광소곡〉   | 하류 카오루/군인    | 도쿄 시어터 코쿤                             |
| 2012년 3월 10일 ~ 4월 3일          | 시스 컴퍼니 공연 〈유리의 동물원〉           | 톰 윈 필드          | 도쿄 시어터 코쿤                             |
| 2013년 10월 4일 ~ 12월 8일         | NODA·MAP 제18회 공연 〈MIWA〉                | 아카이토케이 이치로 | 도쿄 예술 극장 외에 도쿄 / 오사카 / 키타큐슈 |
| 2014년 5월 3일 ~ 6월 1일           | 론썸 웨스트                                  | 베일 런             | 신 국립극장 소극장 THE PIT                   |
| 2016년 1월 29일 ~ 4월 3일          | NODA·MAP 제20회 공연 〈역린〉                | 모가리·사마유       | 도쿄 예술 극장 외에 도쿄 / 오사카 / 키타큐슈 |
| 2016년 11월 13일 ~ 12월 4일        | 거대한 파르코인 3 멋진 락 오페라 바이저 형제 | 코사바 히카리       | 선샤인 극장 외에 도쿄 / 오사카 / 센다이      |

### 극장판·TV 애니메이션
| 개봉/방송일자    | 제목                 | 역할                          | 배급사/방송사        | 비고                                |
| ---------------- | -------------------- | ----------------------------- | -------------------- | ----------------------------------- |
| 2013년 12월 21일 | 비행기               | 더스티 크롭 호퍼 (데인 쿡 분) | 월트 디즈니 스튜디오 | 미국 장편 애니메이션, 일본어판 더빙 |
| 2014년 7월 19일  | 비행기 2: 소방구조대 | 더스티 크롭 호퍼 (데인 쿡 분) | 월트 디즈니 스튜디오 | 미국 장편 애니메이션, 일본어판 더빙 |

### DVD 드라마
- 도쿄 프렌즈 (2005년 6월 3일 발매, 후지TV·에이벡스 엔터테인먼트) - 신타니 타카시역

## 그 외 출연

### 다큐멘터리
- 논픽션 W 〈노박 조코비치의 각성 테니스 새로운 챔피언 놀라운 한해〉 (2011년 9월 26일, WOWOW) - 내레이션
- 선율의 “명예의 전당”에 울릴~ 피아니스트 츠지 노부유키 자작곡에 도전~ (2011년 12월 30일, NHK) - 내레이션
- 에이타가 도전 세계에서 가장 긴 대하 나일~ 환상의 원류를 찾아 13,000 km의 대 기행~ (BS 재팬)
  - 제1탄 〈하구 이집트에서 시작된 수단에서 에티오피아 고원까지 여행〉 (2012년 8월 11일)
  - 제2탄 〈나일~ 에티오피아 고원 종단의 여행 청나일 환상의 원류에〉 (2013년 1월 12일)
  - 제3탄 〈나일~ 케냐 인류 발상지의 그레이트 리프트 밸리에 나일의 원류를 찾아〉 (2013년 3월 9일)
  - 제4탄 〈나일~ 최초의 한 방울 빅토리아 호수의 원류를 찾아〉 (2013년 5월 11일)
- NHK 스페셜 〈세계 유산 후지산~ 물에 둘러싼 신비~〉 (2013년 6월 30일, NHK) - 내레이션
- 더 논픽션 〈리얼 젊은이들 2014〉 (2014년 8월 17일, 후지 TV) - 내레이션
- 토호쿠 Z 마을의 노래 (2014년 11월 7일, NHK 센다이) - 내레이션
- 프리메라리가에 도전한 일곱 번째 사무라이~ 일본인 FW 마이크 하프나~ (2015년 1월 1일, WOWOW) - 내레이션

### PV
- 마츠 다카코 〈Clover〉 (2002년 6월 26일)
- 이와세 케이고 〈되풀이되는 입버릇과 죄책감 (くり返すは口ぐせと罪悪感)〉 (2002년 10월 23일)
- TOKYO MOOD PUNKS 〈제이미 (ジェイミー)〉 (2008년 4월 16일)
- 쿠와타 케이스케 〈Yin Yang〉 (2013년 3월 13일)

### 광고(CM)
- 일본 코카-콜라 〈코카콜라〉 (2001년 5월) - 츠다 역
- 프로미즈 〈기운이 있을 때 상담할 수 있는 약속〉편 (2003년 4월)
- 캐논 〈EOS 디지털〉 (2004년 3월) - 바다 사진의 타쿠 역
- 가루비 〈여름 감자〉 (2004년 6월) - 우에노 주리와 공동 출연
- 메이지 제과 〈아몬드 초콜릿〉 (2005년 2월)
- 아사히 음료
  - 아사히 젊은 무사 (2006년 1월)
  - 아사히 젊은 무사 코이우마 (2006년 4월)
- 코단샤 KING 창간 (2006년 9월)
- 일본민간방송연맹 (2006년 12월)
- NTT 도코모
  - DoCoMo2.0 (2007년 5월) - 아사노 타다노부, 츠마부키 사토시, 아오이 유우, 나가세 토모야, 츠치야 안나, 키타가와 케이코, 후키이시 카즈에와 공동 출연
  - 후지쯔 NTT docomo (2009년 5월 ~ 2010년 11월)
- 오츠카 제약
  - 칼로리 메이트 (2007년 4월)
  - SOYJOY
    - 피넛 (2013년 5월)
    - 아몬드 & 초콜릿 (2014년 5월)
- 에자키 글리코 〈어린 글리코〉 (2008년 9월 ~ 2010년 8월) - 후구타 타라오 역 (25년 후)[주 16]·아사노 타다노부, 미야자와 리에, 오구리 슌과 공동 출연
- 기린 맥주
  - Smooth (2008년 9월)
  - 기린 프리 (2009년 4월) - 안과 공동 출연
  - 탄레이 그린 라벨 (2017년 4월)
- 미츠비시 UFJ 니코스 MUFG 카드 (2009년 7월)
- 시세이도
  - UNO FOG BAR (2009년 8월 ~ 2013년) - 츠마부키 사토시, 오구리 슌, 미우라 하루마, 미야자키 아오이와 공동 출연
  - 기업PR 〈화장의 힘〉 (2012년 4월) - 내레이션
  - UNO 휩 워시 (2013년 3월)
- EDWIN
  - 503ZERO (2010년 9월)
  - 503 (2014년 12월)
  - Jerseys (2015년 3월)
  - 에드윈 COOL (2016년)
- 다이하츠 자동차 기업PR 〈제3의 친환경 자동차〉 (2011년 8월 ~ 2012년 7월)
- SONY 컴퓨터 엔터테인먼트 플레이 스테이션 비타 (2011년 11월)
- DeNA mobage
  - SQUARE ENIX × mobage FINAL FANTASY BRIGADE (2012년 6월)
  - 건담 카드 컬렉션 (2012년 9월)
  - 전국 컬렉션 (2012년 11월)
  - 큰 전란! 삼국지 전투 (2012년 12월)
  - 건담 게임 축제 (2013년 4월)
- 미쓰비시 지소 레지던스(건축토지 부동산) 〈더 파크 하우스 하루미 타워〉 (2013년 4월)
- NTT 동일본 후렛트 히카리 〈몬스터 쉐어 하우스〉 (2013년 6월) - 드라큘라 역 ※츠츠미 신이치, 카미키 류노스케, 니카이도 후미와 공동 출연[10]
- 도요타 자동차 〈VOXY〉 (2014년 1월 ~ 2016년)
- 일본중앙경마회 (2015년 1월 ~ 2016년)
- 스미토모 생명 〈1UP〉 (2015년 ~ )
  - 스미토모 생명 vitality (2018년 ~ ) - 우에다 이치 역
- 산토리 〈196℃·더 통째로 레몬〉 (2021년 ~ )
- 유키구니 마이타케 (2021년 9월 ~ )
- 양복의 아오야마 AOYAMANIA (2021년 10월 ~ )

## 수상 경력
| 연도   | 시상식                                          | 부문                       | 작품                                                                   |
| ------ | ----------------------------------------------- | -------------------------- | ---------------------------------------------------------------------- |
| 2006년 | 제61회 일본방송 영화예술대상                    | 방송부문 우수 남우조연상   | 언페어, 노다메 칸타빌레                                                |
| 2007년 | 제22회 다카사키 영화제                          | 최우수 남우주연상          | 집오리와 들오리의 코인로커                                             |
| 2008년 | 제5회 TVnavi 드라마 오브 더 이어                | 최우수 남우조연상          | 아츠히메, 라스트 프렌즈                                                |
| 2009년 | 엘란도르상                                      | 신인상                     | 빈칸                                                                   |
| 2009년 | 제17회 하시다상                                 | 신인상                     | 빈칸                                                                   |
| 2009년 | 제34회 호치 영화상                              | 남우조연상                 | 여생 1개월의 신부, 두꺼비 기름, 디어 닥터, 울지 않아!                  |
| 2009년 | 제52회 블루리본상                               | 남우조연상                 | 디어 닥터, 두꺼비 기름, 울지 않아!, 노다메 칸타빌레 최종악장 전편·후편 |
| 2009년 | 제33회 일본 아카데미상                          | 우수 남우조연상            | 디어 닥터                                                              |
| 2009년 | 제64회 일본방송 영화예술대상                    | 영화부문 최우수 남우조연상 | 디어 닥터                                                              |
| 2011년 | 제70회 더 텔레비전 드라마 아카데미상            | 남우주연상                 | 그래도 살아 간다                                                       |
| 2011년 | 제33회 요코하마 영화제                          | 남우주연상                 | 마호로 역 다다 심부름집                                                |
| 2011년 | 제66회 일본방송 영화예술대상                    | 방송부문 최우수 남우주연상 | 그래도 살아 간다                                                       |
| 2011년 | 제66회 일본방송 영화예술대상                    | 영화부문 최우수 남우주연상 | 마호로 역 다다 심부름집                                                |
| 2012년 | 제72회 더 텔레비전 드라마 아카데미상            | 남우조연상                 | 럭키 세븐                                                              |
| 2012년 | 제67회 한국 방송 영화 예술 대상                 | 방송부문 우수 남우조연상   | 럭키 세븐                                                              |
| 2012년 | 전일본 씨엠 방송 연맹 2012 52nd ACC CM FESTIVAL | 탤런트상                   | 다이하츠 공업 〈일본의 어디선가 시리즈〉                               |
| 2013년 | 제76회 더 텔레비전 드라마 아카데미상            | 남우주연상                 | 최고의 이혼                                                            |
| 2013년 | 제39회 방송 문화 기금상                         | 연기상                     | 최고의 이혼                                                            |
| 2013년 | 도쿄 드라마 어워드 2013                         | 최우수 남우주연상          | 최고의 이혼                                                            |
| 2016년 | 전일본 씨엠 방송 연맹 2016 56nd ACC CM FESTIVAL | 연기상                     | 스미토모 생명 1UP 시리즈                                               |
| 2021년 | 제108회 더 텔레비전 드라마 아카데미상           | 남우조연상                 | 리코카츠 ~전원 이혼 가족~                                              |

### 내용주
1. ↑  나가야마 에이타의 2019년 4월 30일 트위터로부터.
2. ↑  실제로는 아무 관계도 없다. 나가야마 코우죠의 실제 딸의 이름인 에이코와 에이타와 비슷한 이름이란 이유로 논란이 됐던 것으로 보인다.
3. ↑  우에노 주리와 공동 주연
4. 1 2 3  마츠다 류헤이와 공동 주연
5. ↑  나카무라 시치노수케와 공동 주연
6. ↑  개봉일 기준은 일본에서의 개봉일이다.
7. ↑  하마다 가쿠와 공동 주연
8. ↑  2편이 다섯 달 간격으로 연속 개봉되었다.
9. ↑  이치카와 에비조와 공동 주연
10. ↑  마츠야마 켄이치와 공동 주연
11. ↑  2편이 한 달 간격으로 연속 개봉되었다.
12. ↑  사토 에리코와 공동 주연
13. ↑  아라가키 유이와 공동 주연
14. ↑  이쿠타 토마와 공동 주연
15. ↑  개봉·방송일자 기준은 일본에서의 공개일이다.
16. ↑  일본의 TV 애니메이션 《사자에상》 속 주인공·후구타 사자에의 아들이다.

### 참조주
1. ↑  “에이타”. 《일본 탤런트 명감》. VIP 타임즈사. 2019년 12월 29일에 확인함.
2. ↑  “나가야마 에이타, 신장의 변화 밝히고 「왠지 미안 가슴을 펴고 살아 있습니다」”. 《닛칸스포츠》. 2021년 5월 11일. 2021년 5월 28일에 확인함.
3. ↑  “개명을 발표”. EITA OFFICIAL SITE. 2019년 12월 25일. 2019년 12월 26일에 확인함.
4. ↑  “에이타, 2020년부터 본명 「나가야마 에이타」로 개명 「레이와 시대가 되었다는 고비의 해에」”. 《ORICON NEWS》 (oricon ME). 2019년 12월 25일. 2019년 12월 31일에 확인함.
5. ↑  “에이타 본명「나가야마 에이타」로 개명「레이와 시대가 됐다는 역사적인 해에 본명으로 해 나가고 싶습니다」”. 《Sponichi Annex》 (스포츠신문 신문사). 2019년 12월 25일. 2019년 12월 25일에 확인함.
6. ↑  “나가야마 에이타가 독립적으로 20년간 소속 사무소를 3월 퇴사 「한마디로 감사 할 수 밖에 없는」”. 《SANSPO.COM》 (산케이 디지털). 2021년 3월 25일. 2021년 3월 25일에 확인함.
7. ↑  “대하「세이돈」에 출연 에이타, 사이고 다카모리가 혈연이었다”. 《닛칸스포츠》. 2017년 3월 28일. 2021년 2월 16일에 확인함.
8. ↑  “이시바시 VS 에이타 거센 마지오세로 승부”. 《Othello! JAPAN 뉴스》 (Othello! JAPAN). 2009년 1월 7일. 2021년 2월 16일에 확인함.
9. ↑  “초호화 캐스팅!  영화 64 총원 15명의 비주얼 공개 사토 코이치, 아야노 고, 에이쿠라 나나, 에이타를”. 시네마투데이. 2015년 12월 2일. 2015년 12월 2일에 확인함.
10. ↑  “츠츠미 신이치·에이타·카미키가 괴물! 코믹 괴물 역에서 CM 첫 출연”. 《오리콘 스타일》. 2013년 6월 21일. 2013년 6월 23일에 확인함.